# Aueniederung und Nebentäler
Die Aueniederung und Nebentäler ist ein Naturschutzgebiet in den niedersächsischen Gemeinden Ahlerstedt, Bargstedt und Harsefeld in der Samtgemeinde Harsefeld sowie Bliedersdorf und Horneburg in der Samtgemeinde Horneburg im Landkreis Stade.

## Allgemeines
Das Naturschutzgebiet mit dem Kennzeichen NSG LÜ 216 ist rund 685 Hektar groß. Es ist zum größten Teil gleichzeitig als FFH-Gebiet „Auetal und Nebentäler“ ausgewiesen, das sich über 753 Hektar erstreckt. Im Tal der Steinbeck östlich von Harsefeld grenzt es an das Naturschutzgebiet „Steinbeckforst“. Ansonsten ist es ist vielfach vom Landschaftsschutzgebiet „Auetal“ umgeben. Das Gebiet steht seit dem 16. Juni 1997 unter Naturschutz. Zuständige untere Naturschutzbehörde ist der Landkreis Stade.

## Beschreibung
Das Naturschutzgebiet liegt südwestlich von Horneburg in der Stader Geest. Es erstreckt sich über rund 14 Kilometer entlang der Aue zwischen der Querung des Flusses durch die Kreisstraße 47 im Ortsteil Kakerbeck der Gemeinde Ahlerstedt und der Bahnstrecke Hamburg-Harburg-Cuxhaven in Horneburg. Es umfasst den Flusslauf der Aue mit ihrer Niederung sowie mehrere Nebenbäche mit ihren Talräumen und Niederungen, darunter den Unterlauf des Doosthofgrabens unterhalb von Doosthof, den Unterlauf der Hollenbeeke unterhalb von Hollenbeck, einen Teil des Tiefenbachs zwischen Bargstedt und Ohrensen und die Steinbeck unterhalb von Ruschwedel sowie teilweise angrenzende Geestbereiche.
Das Naturschutzgebiet wird vielfach von Grünland und Brachen mit Seggenrieden und Röhrichten aus Rohrglanzgras, Schilfrohr und Rohrkolben geprägt, in die Reste von Weichholzauenwäldern sowie kleinflächig Moorwälder und andere Gehölzstrukturen eingebettet sind. Die Aue und auch die Nebengewässer verlaufen oft naturnah mit weitgehend natürlichem Überschwemmungsgeschehen, sind auf Teilstrecken aber auch begradigt. Sie verfügen abschnittsweise über flutende Wasservegetation. Daneben kommen Wasserstern und Einfacher Igelkolben vor. Ufer und Brachen werden teilweise von feuchten Hochstaudenfluren u. a. mit Echter Zaunwinde, Zottigem Weidenröschen, Wasserdost, Mädesüß, Blut- und Gilbweiderich eingenommen. Stellenweise hat sich das Drüsige Springkraut als Neophyt ausgebreitet. Insbesondere zwischen Kakerbeck und Harsefeld ist die Niederung der Aue teilweise versumpft.
An den Talrändern und in den Seitentälern stocken in quelligen Bereichen feuchte Bruchwälder, auf trockeneren Standorten Eichenwälder, Eichen-Hainbuchenwälder und Buchenwälder. Insbesondere die Seitentäler des Tiefenbachs und der Steinbeck sowie der Bereich bei Gut Daudieck sind ebenfalls bewaldet.
In den Bruchwäldern dominiert die Erle, seltener kommt auch Esche vor. In der Krautschicht siedeln Gewöhnliches Hexenkraut, Sumpfpippau, Scharbockskraut, Waldschachtelhalm, Mädesüß, Bachnelkenwurz, Bitteres Schaumkraut, Gegenblättriges Milzkraut, Sumpfschwertlilie, Waldsimse, Winkel- und Sumpfsegge sowie teilweise auch Kleiner Baldrian, Sumpfdotterblume und Walzensegge. Auch hier hat sich das Drüsige Springkraut ausgebreitet. Die nur kleinflächig vorkommenden Moorwälder werden von der Moorbirke dominiert. In der Strauchschicht stocken Vogelbeere und Ohrweide, in der Krautschicht sind Kleiner Baldrian, Kriechender Günsel und Bachsternmiere sowie Torfmoose zu finden.
In den Eichenwäldern ist die Stieleiche die dominierende Baumart, zu der sich Buche, Fichte, Kiefer und Hängebirke gesellen. In der Strauchschicht stocken Vogelbeere, Faulbaum und der Neophyt Späte Traubenkirsche. In der Krautschicht sind z. B. Waldflattergras, Sauerklee, Efeu, Zweiblättriges Schattenblümchen und Maiglöckchen zu finden.
Eichen-Hainbuchenwälder sind in erster Linie im Steinbecktal und in Bereich Daudieck zu finden. Im Steinbecktal gesellt sich zu Eiche und Hainbuche vermehrt die Rotbuche, so dass sich die Waldgesellschaft zu einer Buchenwaldgesellschaft entwickeln wird. Die Krautschicht wird u. a. durch Kriechender Günsel, Gewöhnliches Hexenkraut, Stinkender Storchschnabel, Gewöhnliche Goldnessel, Haingilbweiderich, Waldbingelkraut, Sauerklee, Scharbockskraut, Winkelsegge und Waldsegge gebildet. An Waldsäumen wächst der Gewöhnliche Spindelstrauch. Im Bereich Daudieck stocken statt Eichen Eschen und Erlen. In der Strauchschicht dominiert die Hasel, in der Krautschicht siedeln u. a. Efeu, Gewöhnliches Hexenkraut, Große Sternmiere, Goldnessel, Sauerklee, Rasenschmiele und Waldsegge.

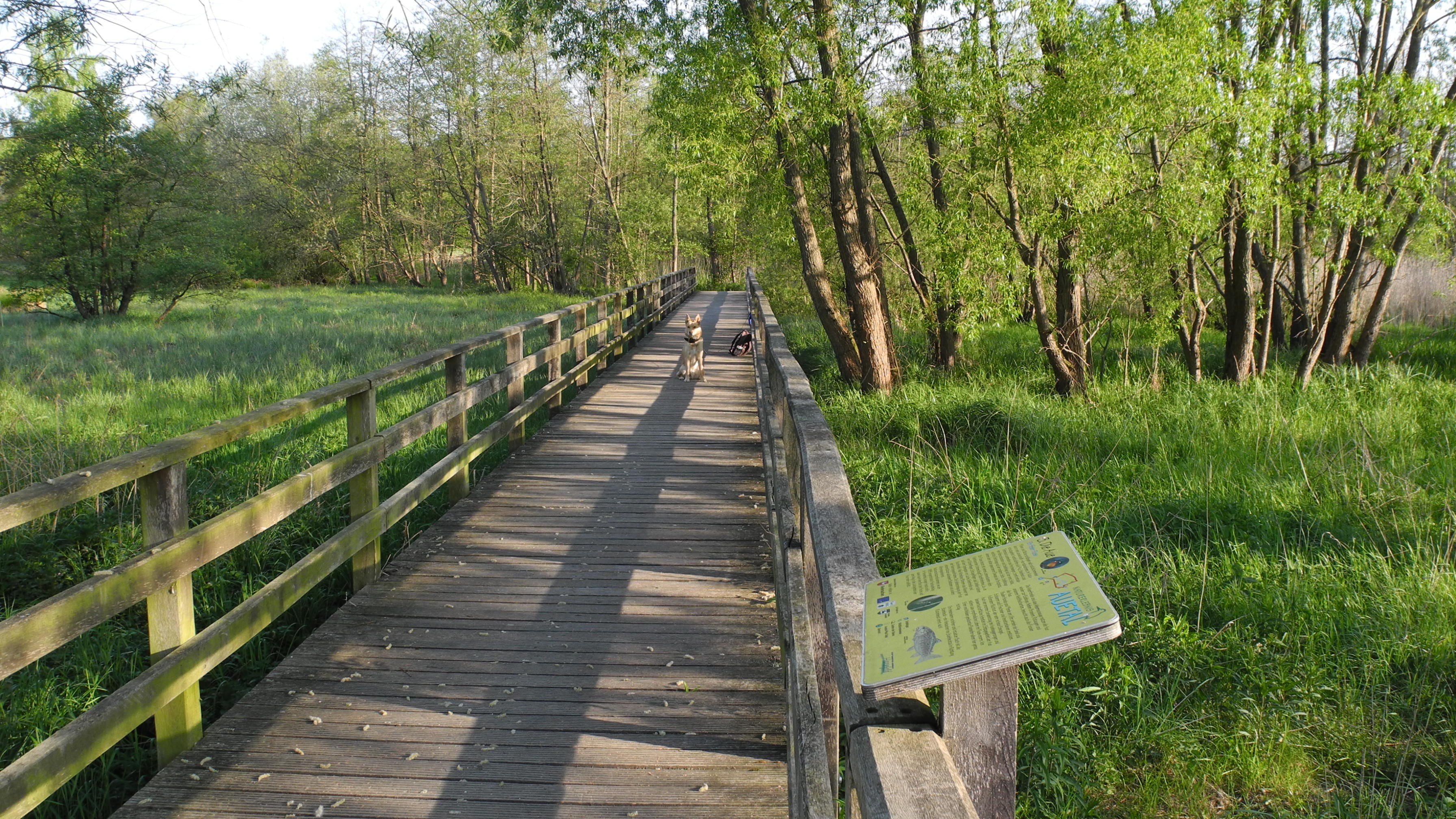
Brücke über die Aue zwischen Bliedersdorf und Issendorf.

In den Buchenwäldern dominiert die Rotbuche, stellenweise stockt Stieleiche. An lichten Stellen siedeln Drahtschmiele, Waldgeißblatt, Zweiblättriges Schattenblümchen, Adlerfarn, Efeu, Brombeere und Himbeere.
Die Grünlandbereiche im Naturschutzgebiet unterliegen unterschiedlichen Nutzungsintensitäten, vielfach liegen sie auch brach. Auf extensiv genutzten Mähwiesen siedeln z. B. Gewöhnliche Schafgarbe, Wiesenschaumkraut, Kuckuckslichtnelke, Wiesenplatterbse, Scharfer Hahnenfuß, Großer Sauerampfer, Rotklee und Gewöhnliches Ruchgras. Stellenweise ist auch Schlangenknöterich zu finden. Im Bereich zwischen Kakerbeck und Jitthop wird das Grünland teilweise intensiv genutzt. Hier wird eine Extensivierung der Nutzung angestrebt.
In Naturschutzgebiet sind mehrere Stillgewässer zu finden, in denen u. a. die Gelbe Teichrose siedelt. Im Talraum der Steinbeck befinden sich zwei Stillgewässer, die sich aus ehemaligen Tonabbaugewässern naturnah entwickelt haben. In den Gewässern siedeln Ähriges Tausendblatt, Berchtold-Zwerg-Laichkraut, Gewöhnlicher Wasserschlauch, Schwimmendes Sternlebermoos, Schwimmendes Laichkraut, Kleine Wasserlinse und Dreifurchige Wasserlinse. Die Ufer sind von unterschiedlich breiten Röhrichtzonen aus Schilf umgeben, an die sich Wald anschließt.
In der Aue und ihren Nebengewässern leben Aal, Hecht, Flunder, Forelle und verschiedene Weißfischarten. Auch Bach- und Flussneunauge kommen vor. Um die Durchgängigkeit für Wanderfische und andere Wasserlebewesen zu gewährleisten, wurden die Mühlenstaus in Harsefeld und Walkmühle entfernt. Röhrichte sind Lebensraum von Rohrweihe, Rohrdommel, Rohrammer und verschiedener Rohrsängerarten. Extensiv genutzte und brachliegende Wiesen bieten verschiedenen Wiesenvögeln, darunter z. B. Kiebitz und Brachvogel, einen Lebensraum. Weitere Vogelarten, die im Naturschutzgebiet vorkommen, sind z. B. Eisvogel, Pirol, Braunkehlchen, Feldschwirl und Neuntöter. Das Gebiet ist Nahrungshabitat für Schwarz- und Weißstorch sowie Kranich. Der Steinbeck ist Lebensraum von Schwarzspecht und Hohltaube.
Im Naturschutzgebiet kommen zahlreiche Insekten vor, darunter verschiedene Libellen, Heuschrecken, Tagfalter und Laufkäfer. Amphibien sind u. a. durch Kammmolch, Erdkröte, Gras- und Laubfrosch, Reptilien durch Blindschleiche, Ringelnatter und Kreuzotter vertreten. Das Gebiet ist auch Lebensraum verschiedener Fledermausarten. Die Wasserspitzmaus kommt insbesondere im Steinbeck- und Tiefenbachtal vor. Die Niederung ist auch für den Fischotter ein geeigneter Lebensraum.
Die Aue ist etwa ab Daudieck etwas oberhalb von Horneburg tidebeeinflusst. Die Niederung dient hier auch als Überschwemmungsgebiet und Hochwasserretentionsraum für Horneburg.
Das Naturschutzgebiet wird zwischen Bargstedt und Hollenbeck von der Kreisstraße 77, zwischen Bargstedt und Harsefeld von der Bahnstrecke Bremerhaven–Buxtehude, in Harsefeld von der Landesstraße 124 und in Horneburg von der Bundesstraße 73 gequert. Das Tal des Tiefenbachs wird von zwei Straßen, das Tal der Steinbeck von einer gequert. Ansonsten queren nur vereinzelt Wirtschaftswege das Schutzgebiet. Im Bereich des Naturschutzgebietes gibt es mehrere Wanderwege, die teilweise als Informationspfad angelegt sind. Südlich von Horneburg gibt es in der Nähe von Postmoor einen Beobachtungsstand am Rand des Naturschutzgebietes.